# Venusfliegenfalle
Die Venusfliegenfalle (Dionaea muscipula) ist eine fleischfressende Pflanze aus der Familie der Sonnentaugewächse (Droseraceae). Die nur in einem sehr begrenzten Verbreitungsgebiet an der Ostküste der Vereinigten Staaten vorkommende Art wurde erstmals im Jahr 1768 beschrieben. Auffallend sind ihre sich schnell bewegenden, wie ein Fangeisen angelegten Fallen.

## Beschreibung
Die Venusfliegenfalle ist eine ausdauernde, krautige Pflanze. Sie ist langsamwüchsig und erreicht erst nach drei bis vier Jahren Blühreife. Im Herbst beendet die Pflanze ihre Aktivität und wechselt in die Winterruhe, zu erkennen an der Ausbildung sehr kleiner Blätter mit winzigen, inaktiven Fallen. Im Frühjahr treibt die bedingt winterharte (minimal −5 °C, in Einzelfällen −10 °C Tiefsttemperatur) Pflanze wieder aus. Sie hat 5–10 Blätter in Blattrosette, sie sind wie Fallen geformt.

### Wurzeln und Rhizom
Die Hauptwurzel der Venusfliegenfalle stirbt zugunsten einiger faseriger Seitenwurzeln bald nach der Keimung ab. Das Wurzelsystem dient hauptsächlich der Verankerung der Pflanze im Untergrund und zur Wasseraufnahme; für die Mineralstoffversorgung sind die Wurzeln nahezu bedeutungslos.
Ungefähr 10 bis 15 Zentimeter unterhalb der Erdoberfläche befindet sich das Rhizom (Wurzelstock) der Pflanze, aus dem sie bei oberirdischer Zerstörung wieder austreibt.

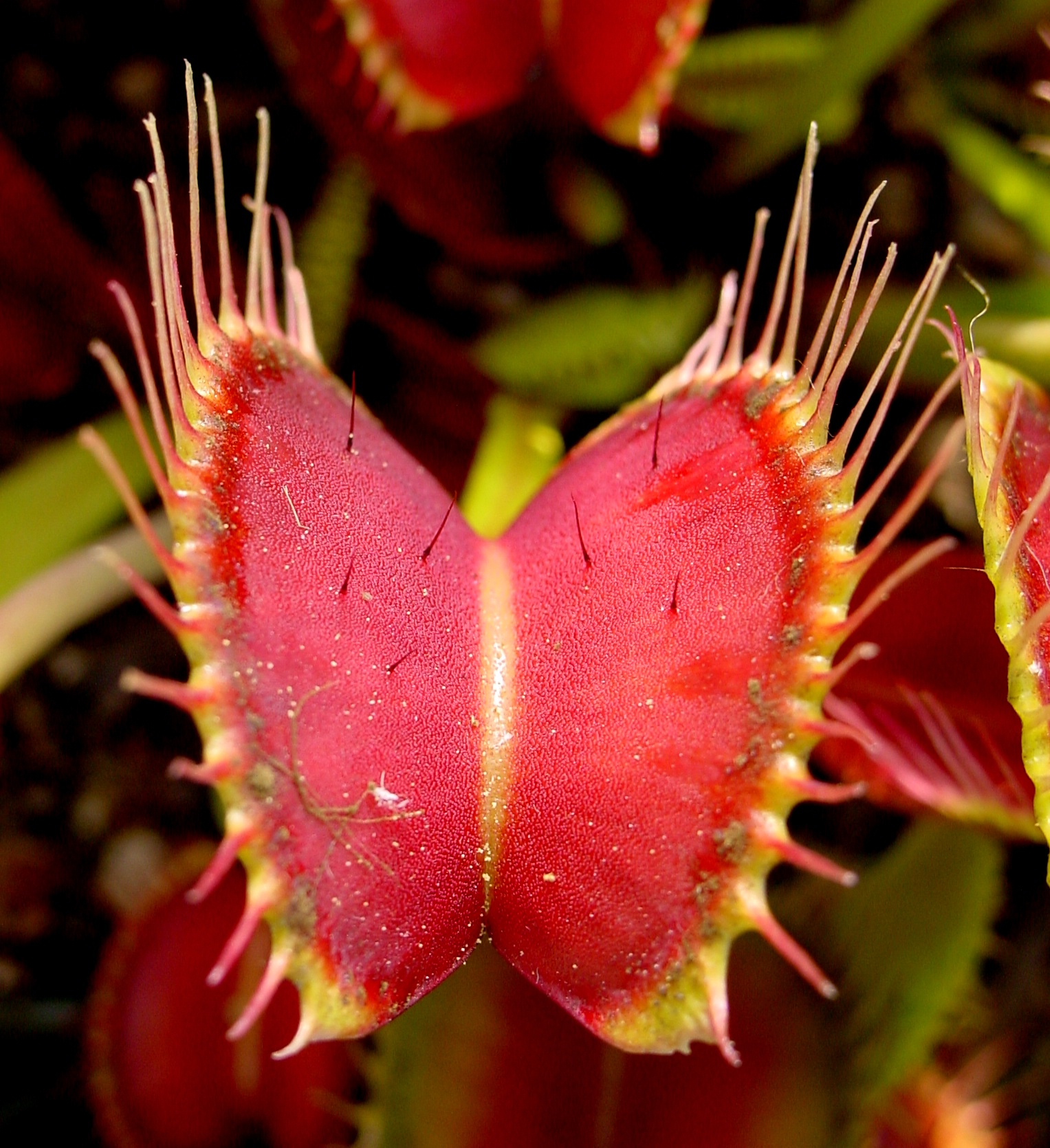
Fangblatt

### Blätter/Fallen
Die Venusfliegenfalle ist eine außergewöhnliche Pflanze, die bei Reizung ihr aufwändig gebautes Fangblatt äußerst schnell zusammenklappen kann, um Insekten (vor allem Fliegen und Ameisen) sowie Spinnen zu fangen. Der Fangmechanismus ist mit einer Dauer von bis zu 100 Millisekunden eine der schnellsten bekannten Bewegungen im Pflanzenreich.

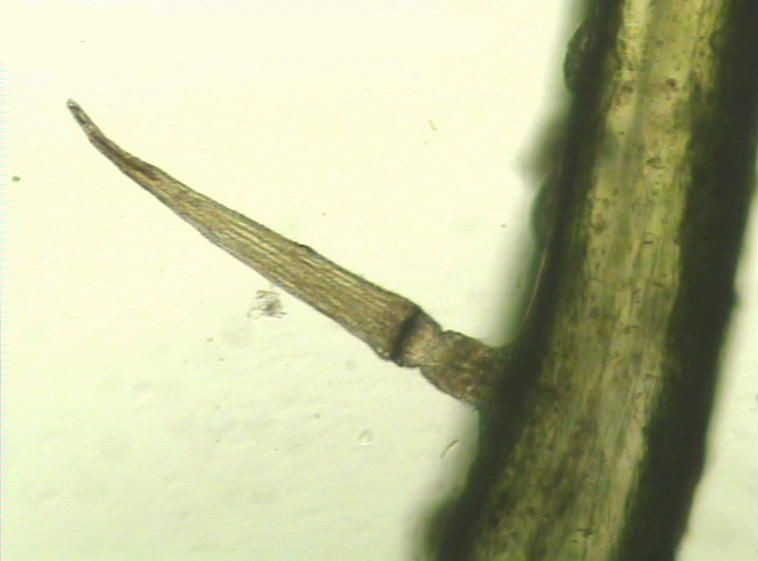
Auslöseborste von Dionaea muscipula

Die Fangblätter bestehen aus einem stark verbreiterten Blattstiel, der bis zu zehn Zentimeter lang sein kann, und der bei Sonneneinstrahlung innenseitig stark rot gefärbten Blattspreite selbst, die fast kreisrund ist und einen Durchmesser von bis zu fünf Zentimetern hat. Diese Färbung sowie die von Nektarien auf der Blattspreite ausgeschiedene Flüssigkeit dienen der Anlockung der Beute. Als Knospe ist die noch geschlossene und an ihren Rändern nach innen eingeschlagene Blattspreite noch auf den sehr kurzen Blattstiel geklappt. Erst wenn dieser weitgehend ausgewachsen ist, faltet sich die Spreite auf und öffnet sich. Die Ränder der Blattspreite sind mit spitzen Borsten besetzt (den Randborsten) und mit einem UV-Muster gezeichnet, das den Rand in den Augen eines Insekts dunkler erscheinen lässt als das Zentrum der beiden Blatthälften, wo sich je drei bis neun haarfeine Borsten befinden (die Fühlborsten). Letztere haben unmittelbar über ihrer Basis eine Verjüngung, die als Gelenk fungiert und hinter der im Blattgewebe unmittelbar eine Rezeptorzelle liegt, ebenso an der Basis der Borsten. Das Gelenk begünstigt nicht nur den Reiz der Rezeptorzelle, sondern ermöglicht auch ein „Wegklappen“ der Borste beim Schließen der Falle.
Wenn ein mögliches Beutetier eine oder verschiedene Fühlborsten innerhalb 20 Sekunden mindestens zweimal berührt, wird ein Aktionspotential ausgelöst, das sich mit einer nervenartig hohen Geschwindigkeit (6 bis 20 cm/s) über das gesamte Blatt fortpflanzt und den Verschluss initiiert. Die Blatthälften der Falle schlagen dabei zusammen wie Fangeisen und überraschen das Opfer.
Lange Zeit wurde diskutiert, wie der eigentliche Verschluss ausgelöst wird. Favorisiert wurde eine Erklärung aufgrund rascher Abgabe von Zellflüssigkeit. 2004 wurde jedoch die Mechanik experimentell belegt: Im offenen Zustand sind die Blatthälften konkav gekrümmt, dies geschieht durch Zusammenziehen der Außenseite der Blatthälften quer zum Gelenk um rund 10 %. Im so gespannten Zustand wartet die Falle auf das Auslösesignal. Mittels noch unbekannter physiologischer Prozesse veranlasst dieses eine geringfügige Änderung der Krümmung, woraufhin die Falle schlagartig von konkaver in konvexe Form umschlägt (ähnlich einer umschnappenden Kontaktlinse) und wie ein gespanntes Tellereisen zusammenklappt. Die Falle wird also nicht aktiv geschlossen, vielmehr entspannt sich eine vorher bereits gespannte Blattfeder, wie die Feder eines Knackfrosches nach dem Loslassen.
Dieser Verschluss ist allerdings noch nicht vollständig. Durch die langen Randborsten sind größere Insekten gefangen und ein Entkommen ist ihnen unmöglich. Sollte die Beute jedoch erheblich zu klein sein, so kann sie zwischen den noch leicht geöffneten Borsten ins Freie gelangen und die Pflanze erspart sich aufwändige Verdauungsprozesse, die zum Ertrag in keiner Relation stehen. Des Weiteren überprüfen nach dem Zuklappen chemische und Bewegungsrezeptoren, ob die gefangene Beute tatsächlich verwertbar ist. Erst wenn diese einen entsprechenden Reiz weitergegeben haben, wird die Falle vollständig verschlossen, anderenfalls öffnet sie sich nach einigen Stunden bis zu einem Tag wieder und die tote Beute fällt zu Boden. Hier wird sie zersetzt und die Nährstoffe werden über die Wurzeln aufgenommen. Diese Beuteverwertung macht den Hauptteil der Energiezufuhr aus. Wenn jedoch gut verdaubare Beute gefangen wurde, wird der Verschluss in der Folgezeit durch Wachstum noch verstärkt, um so die Falle vollständig zu versiegeln und ein Auslaufen von Flüssigkeit während der nun folgenden Verdauung zu verhindern. Dieses Wachstum kann zu einer Vergrößerung der Falle um bis zu 10 % nach der Verdauung führen.
Aus kleinen, sitzenden Drüsen wird jetzt ein Verdauungssekret ausgeschieden, das Amylasen, Esterasen, Phosphatasen, Proteasen, Ribonukleasen und in kleinen Spuren auch Chitinasen enthält. Damit verdauen die Pflanzen die gefangenen Insekten und nehmen die gelösten Nährstoffe durch Zellen auf; übrig bleiben unverdaute Reste wie Chitinpanzer und Beine.
Die Verdauung kann je nach Größe der Beute bis zu zehn Tage andauern, dann öffnet sich die Falle wieder und ist erneut einsatzbereit, nachdem die unverdaulichen Reste vom Regen oder Wind entfernt wurden. Eine Falle schließt sich jedoch höchstens sieben Mal, dann stirbt das Blatt mit der Falle ab.

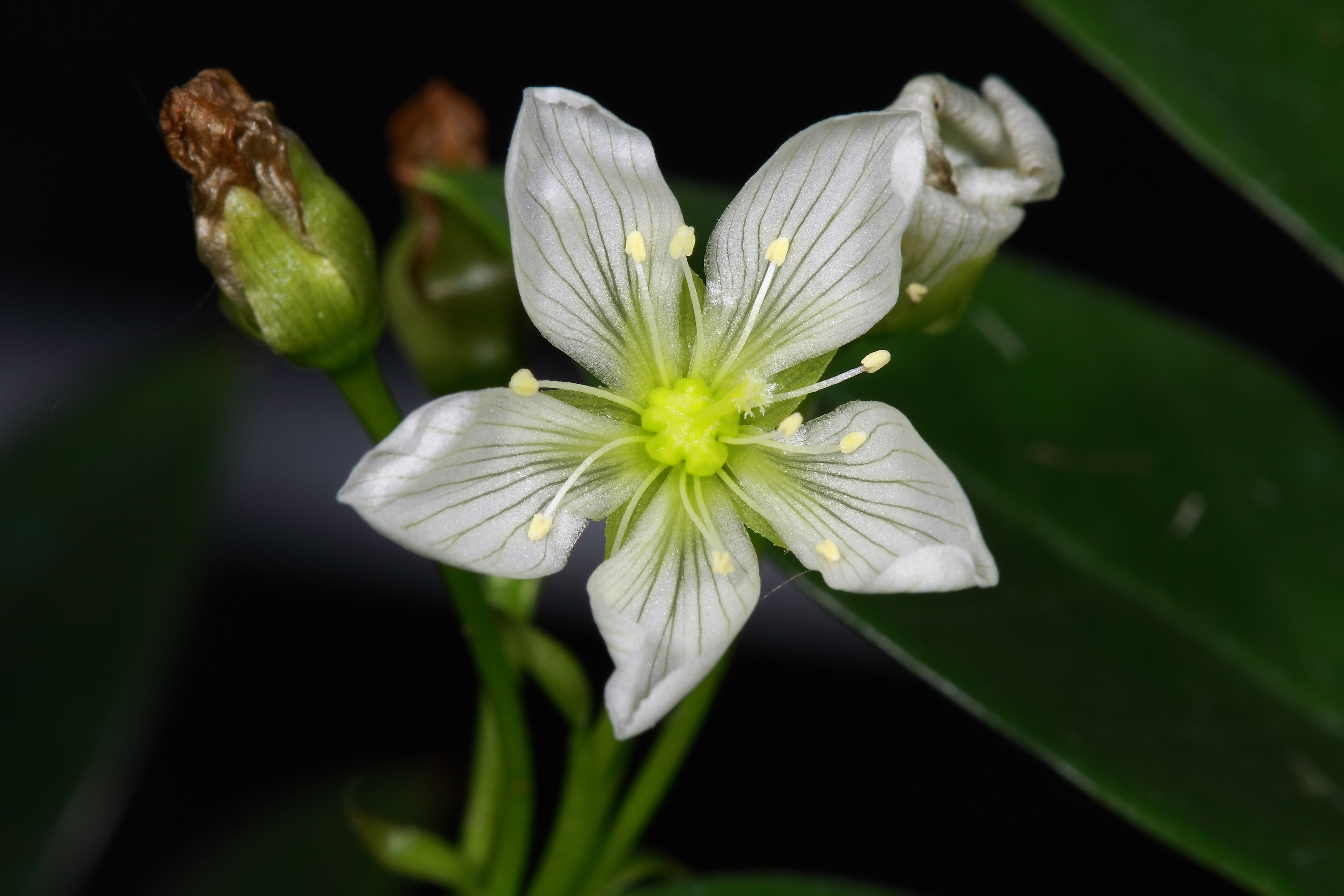
Blüte einer Venusfliegenfalle

### Blüten
Die Pflanze bildet im Frühjahr einen bis zu 30 Zentimeter hohen Stängel aus, der verhindert, dass Bestäuber in die Fallen gelangen und verdaut werden. Die hauptsächlichen Bestäuber sind die Schwebfliegen Trichodes apivorus, Typocerus sinuatus und Augochlorella gratiosa. Dieser Stängel trägt mehrere weiße radiäre, zwittrige Blüten, die fünfzählig sind und einen Durchmesser von bis zu drei Zentimetern haben. Jede Blüte hat fünf grünliche Kelchblätter (Sepalen) und fünf nicht überlappende, weiße Kronblätter (Petalen). Die Pflanze ist dichogam. Wenn sich die Blüte öffnet, ist die Narbe noch nicht bereit Pollen aufzunehmen. Die Narbe ist ausgefranst, wenn sie reif ist.

### Frucht und Samen
Die Pflanzen sind nicht immer selbstbefruchtend, die sich ausbildenden Samenkapseln enthalten zahlreiche feine, schwarze Samen. Die Samen sind licht- und kaltkeimend.

### Chromosomenzahl
Die Chromosomenzahl beträgt 2n = 33.

## Verbreitungsgebiet

Natürliches Vorkommen der Venusfliegenfalle

Die Pflanze ist ausschließlich in den Pocosin-Mooren der amerikanischen Bundesstaaten North und South Carolina beheimatet, in einem Umkreis von rund 100 Kilometern um die Stadt Wilmington. Im Nordwesten Floridas ist sie eingebürgert.

## Lebensraum
Die Venusfliegenfalle wächst an dauerfeuchten, sonnigen und offenen Standorten auf nährstoffarmem, sandigem Boden bei Temperaturen, die im Winter bis zu −10 °C und im Sommer bis zu 40 °C erreichen. Im Sommer kommt es regelmäßig zu Buschfeuern, welche die Pflanze oberirdisch zerstören. Sie treibt aber anschließend aus dem Rhizom wieder aus und findet in der durch den Brand gelichteten Vegetation ideale Bedingungen vor. Ein längeres Ausbleiben der Feuer führt zur Überwucherung der Venusfliegenfalle durch die umgebende Vegetation und schließlich zu ihrem Absterben durch Lichtmangel.

## Gefährdung und Status
Die Venusfliegenfalle war lange Zeit in ihrem Bestand gefährdet, zum einen durch die Zerstörung ihres Lebensraumes (Trockenlegung zu Bauzwecken), vor allem aber von den 1950er bis in die 1970er Jahre durch kommerzielle Absammlungen. Erst mit der Unterschutzstellung durch den North Carolina Plant Protection and Conservation Act und der nachfolgenden weltweiten Massenproduktion der Pflanze in Laboren konnte der Sammeldruck von der Art genommen werden. Heute genießt die Pflanze den besonderen Status einer Special Concern Not Endangered or Threatened Plant Species (zu deutsch ungefähr: Unbedrohte und ungefährdete Pflanzenart von besonderer Bedeutung), auch international ist sie geschützt, seit 1992 weltweit durch das Washingtoner Artenschutzabkommen (Anhang II), seit 1997 in der EU durch EC Reg. 338/97, 2000 wurde die Art durch die IUCN als Vulnerable auf die Rote Liste gesetzt. Zwar wird durch diese Unterschutzstellungen ein Wiederaufflammen der Sammlungen verhindert, durch den unveränderten Siedlungsdruck und die Bekämpfung von Buschfeuern ist die Zahl der Pflanzen aber weiter rückläufig.
Bereits 1969 wurde südlich von Wilmington der Carolina Beach State Park gegründet, dessen besonderer Schwerpunkt die dort heimischen Karnivorenarten sind, neben Sonnentau, Fettkräutern, Schlauchpflanzen und Wasserschläuchen gilt das besondere Augenmerk eben der Venusfliegenfalle.

## Systematik
Die Gattung Dionaea ist monotypisch, das heißt, sie enthält nur die eine Art Dionaea muscipula. Es wurden keine Unterarten oder Varietäten der Venusfliegenfalle definiert. Innerhalb der Sonnentaugewächse gilt sie als die basalste Art; ihre nächsten Verwandten sind der Königs-Sonnentau (Drosera regia) und die Wasserfalle (Aldrovanda vesiculosa).

## Botanische Geschichte

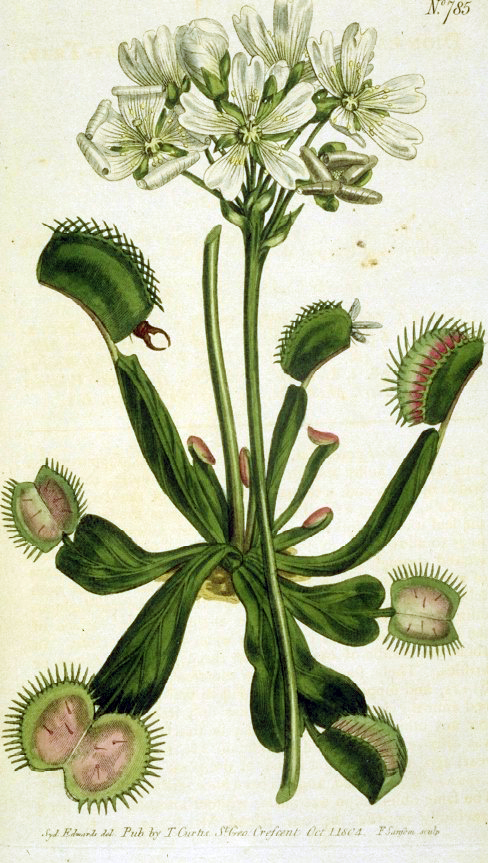
Koloriertes Bild einer Venusfliegenfalle von William Curtis (1790)

Die Pflanze wurde erstmals am 2. April 1759 in einem Brief des damaligen Gouverneurs von North Carolina, Arthur Dobbs, an den Botaniker Peter Collinson, Mitglied der Royal Society, in London erwähnt. Collinson bat mehrfach um Samen oder lebende Pflanzen, aber erst 1768 brachte William Young Pflanzen und Saatgut nach England, wo sie Collinson und Daniel Solander endlich zur Verfügung gestellt wurden (allerdings starb Collinson, bevor er sie in Augenschein nehmen konnte). Solander nannte die Pflanze Dionaea crinita, und als im August 1768 erstmals eines seiner Exemplare blühte, ermöglichte er seinem Freund John Ellis, die Pflanze zu begutachten. Am 1. September 1768 erschien die Beschreibung der von Ellis mittlerweile Dionaea muscipula getauften Pflanze im St. James’s Chronicle.
Der botanische Name Dionaea muscipula stellt vermutlich ein Wortspiel dar. Der Gattungsname Dionaea verweist auf Dione, die Mutter der Venus, was offensichtlich eine Anspielung auf die optische Ähnlichkeit der Fangblätter mit der menschlichen Vulva darstellt; das Epitheton muscipula bedeutet wörtlich jedoch Mausefalle. Gegen einen denkbaren Rechtschreibfehler (muscipula = Mausefalle, muscicipula = Fliegenfalle) spricht, dass bereits Ellis in der Erstbeschreibung sich über die Bedeutung des Begriffs im Klaren ist, nicht umsonst sprach man im englischen Sprachraum auch von „Aphrodite’s Mousetrap“.
Einen Brief, mit dem Ellis die Pflanze Carl von Linné vorstellte, begleitet von einer Skizze und Pflanzenmaterial sowie ersten Verweisen auf die Karnivorie, beschied dieser abschlägig. Zwar erkannte er Beschreibung und Zeichnung an, verwarf aber den Gedanken der Karnivorie mit Verweis auf Genesis 1,29f., nach der Pflanzen Mensch und Tier zur Speise dienen sollen, aber eben nicht umgekehrt. Die Annahme der Karnivorie sei daher blasphemisch.
Erst Charles Darwin brach in seinem 1875 veröffentlichten Buch Insectivorous Plants mit diesem Dogma. In diesem Werk berücksichtigte er auch die Venusfliegenfalle und wies ihre Karnivorie nach.

## Kulturgeschichte
Die spektakuläre Gestalt und die ungewöhnliche Jagdmethode der Pflanze hat bereits früh nach ihrer Beschreibung die Menschen beschäftigt. Bereits Thomas Jefferson und Kaiserin Joséphine kultivierten Exemplare der Pflanze. 1800 findet sich eine Darstellung von ihr auf einem Dessertteller der Königlichen Porzellan-Manufaktur Berlin.
Im zwanzigsten Jahrhundert erlebte die Venusfliegenfalle 1960 mit Roger Cormans Film Kleiner Laden voller Schrecken (im Original: Little Shop of Horrors) eine enorme Steigerung ihrer Bekanntheit und wurde ein Teil der Populärkultur; der Film diente seither zahlreichen Neuinszenierungen als Vorlage, unter anderem dem Musical Der kleine Horrorladen und einem Bühnenstück.
Seither finden sich Darstellungen der Venusfliegenfallen oder optisch an sie angelehnter Charaktere in zahlreichen Filmen, Comics, Videospielen oder als Spielzeuge, aber auch auf Motivbriefmarken, Kleidungsstücken, Sonnenbrillen, Tafelgeschirr und selbst als Namensgeberin für Technostücke (Venus Fly Trap auf Storm The Funk von Too Funk, 1995).

## Registrierte Cultivare
Venusfliegenfallen sind die meistkultivierten Karnivoren überhaupt, sie sind beliebte Zierpflanzen und selbst in Baumärkten oder Supermärkten erhältlich. Obwohl die Gattung monotypisch ist, kam es in den letzten Jahrzehnten durch intensive Zucht zu zahlreichen Cultivaren. Registriert bei der International Carnivorous Plant Society, der internationalen Registrierungsstelle für Cultivare (ICRA), sind derzeit 121 Cultivare:
| - Dionaea 'A2' {H.v.Schmeling/M.Miller} - Dionaea 'Adentate' {C.Paul} - Dionaea 'Akai Ryu' {R.Gagliardo} - Dionaea 'Alien' {G.Bily} - Dionaea 'All Green' {G.Bily} - Dionaea 'Alternace' {L.Blacher} - Dionaea 'Angelwings' {S.Leonhardt} - Dionaea 'B52' {B.Rice} - Dionaea 'BCP clone X11' {K.Pasek} - Dionaea 'Bec de Livre' {S.Bonnet} - Dionaea 'Big Mouth' {T.Camilleri} - Dionaea 'Big Teeth Red Giant' {K.Pasek} - Dionaea 'Bimbo' {M.Maier} - Dionaea 'Biohazard' {C.Klein, S.Glied, C.Paul, M.Stoeckl} - Dionaea 'Blanch Hermine' {G.Billy} - Dionaea 'Bohemian Garnet' {M.Srba} - Dionaea 'Bristle Tooth' {C.Clayton} - Dionaea 'BZ 1955' {R.Ziemer} - Dionaea 'Carniplant' {G.Gutierrez} - Dionaea 'Cheerleader' {D.Conner} - Dionaea 'Clayton’s Red Sunset' {C.Clayton} - Dionaea 'Clumping Cultivar' {D'Amato} - Dionaea 'Coquillage' {G.Bily} - Dionaea 'Coquiton' {A.Letertre} - Dionaea 'Crested Petioles' {M.Miller} - Dionaea 'Crocodile' {M.Farina} - Dionaea 'Cross Teeth' {M.Miller} - Dionaea 'Cudo' {J.Srbova} - Dionaea 'Cupped Trap' {S.Stewart} - Dionaea 'DC All Red' {D.Conner} - Dionaea 'DC XL' {D.Conner, S.Doonan, M.Miller} - Dionaea 'Dentate Traps' {B.Rice} - Dionaea 'Dentate' {D’Amato} - Dionaea 'Dente' {D’Amato} - Dionaea 'Dracula' {T.Cox} - Dionaea 'ERROR' {M.Maier} - Dionaea 'Fangzahn' {M.Maier} - Dionaea 'Farou' {A.Dalmais} - Dionaea 'Fondue' {G.Bily} | - Dionaea 'FTS Crimson Sawtooth' {S.Doonan, M.Miller} - Dionaea 'FTS Flaming Lips' {S.Doonan, M.Miller} - Dionaea 'FTS Lunatic Fringe' {S.Doonan, M.Miller} - Dionaea 'FTS Maroon Monster' {S.Doonan, M.Miller} - Dionaea 'FTS Purple Ambush' {S.Doonan, M.Miller} - Dionaea 'FTS Shogun Star' {S.Doonan, M.Miller} - Dionaea 'FTS Yellow' {S.Doonan, M.Miller} - Dionaea 'Fused Tooth' {D'Amato} - Dionaea 'Giant Clam' {J.Srbova, M.Srba} - Dionaea 'Ginormous' {D.Collingsworth} - Dionaea 'Green Dragon' {M.Erbacher & M.Stoeckl} - Dionaea 'Green Schuppenstiel' {M.Maier} - Dionaea 'Green Wizard' {G. Hoogenstrijd} - Dionaea 'Gremlin' {D.Collingsworth} - Dionaea 'Harmony' {C.Klein, S.Glied, C.Paul, M.Stoeckl} - Dionaea 'Holland Red' {M.Erbacher & M.Stoeckl} - Dionaea 'Iris' {S.Bonnet} - Dionaea 'JA1' {J.A.Gonzalez Dominguez} - Dionaea 'Jaws Smiley' {G.Hoogenstrijd} - Dionaea 'Jaws' {L.Song} - Dionaea 'Jurasick' {J.Mueller} - Dionaea 'Justina Davis' {B.Rice} - Dionaea 'Kayan' {G.Bily} - Dionaea 'Kinchyaku' {K.Kondo} - Dionaea 'Korean Melody Shark' {G.W.Jang & W.H.Yoon} - Dionaea 'Korrigans' {G.Bily} - Dionaea 'Lezard Vert' {L.Blacher} - Dionaea 'Long Petiole' {C.Clayton} - Dionaea 'Louchapates' {R.Anfraix} - Dionaea 'Low Giant' {C.Clayton} - Dionaea 'Master of Disaster' {G.Hoogenstrijd} - Dionaea 'Microdent' {Quenon} - Dionaea 'Mirror' {D.Blancquaert} - Dionaea 'Miss Pimberche' {l.Blacher} - Dionaea 'MK 1979' {M.King} - Dionaea 'Olivgruen' {M.Maier} - Dionaea 'Orange Neat Trap' {J.H.Lee} - Dionaea 'Petite Dragon' {R.Ziemer} - Dionaea 'Phalanx' {M.Maier, M.King} | - Dionaea 'Pink Venus' {C.Clayton} - Dionaea 'Pluto' {M.Maier} - Dionaea 'Red Burgundy' {M.Erbacher & M.Stoeckl} - Dionaea 'Red Devil' {L.Blacher} - Dionaea 'Red Fused Petiole' {K.Pasek} - Dionaea 'Red Micro-Teeth' {L.Blacher} - Dionaea 'Red Neat Trap' {J.H.Lee} - Dionaea 'Red Piranha' {E.Read} - Dionaea 'Red Pluto' {M.Maier} - Dionaea 'Red Rosetted' {D'Amato} - Dionaea 'Rose' {M.Maier} - Dionaea 'Royal Red' {AUPBR 464} - Dionaea 'Sawtooth' {B.Rice} - Dionaea 'Scarlatine' {L.Blacher} - Dionaea 'Scarlet Bristle' {R.Keehn} - Dionaea 'Schuppenstiel I' {M.Maier} - Dionaea 'Schuppenstiel II' {S.Leonhardt} - Dionaea 'Shark Mirror' {A.Letertre} - Dionaea 'Siribus' {C.Boiteux} - Dionaea 'Small Fast' {J.h.Lee} - Dionaea 'Snake Dentition' {S.Leonhardt} - Dionaea 'Sonic' {Y.Sarzi} - Dionaea 'South West Giant' {A.Pearce} - Dionaea 'Spotted Hyena' {T.Sicking} - Dionaea 'Spotty' {m.Maier} - Dionaea 'St. Patrick’s Beard' {D.Conner} - Dionaea 'Sunrise' {M.Farina} - Dionaea 'Tiger fangs' {M.Stoeckl} - Dionaea 'Trichterfalle' {M.Maier} - Dionaea 'Triton' {S.Leonhardt} - Dionaea 'UK I' {C.Klein} - Dionaea 'UK II' {C.Klein} - Dionaea 'Umgekrempelt' {M.Maier} - Dionaea 'Viper Trap' {J.H.Lee} - Dionaea 'Wacky Traps' {B.Rice} - Dionaea 'Werewolf' {G.Hoogenstrijd & S.Lenssen} - Dionaea 'Whale' {G.Hoogenstrijd} - Dionaea 'WIP Slim Snapper' {B.Hanrahan, S.Doonan} - Dionaea 'Zickzackkiefer' {M.Maier} |

Eine inoffizielle Liste führt jedoch weit mehr Sorten an:
| - Dionaea „Albino“ - Dionaea „All Red“ - Dionaea „Red Dragon“ - Dionaea „Atlanta“ - Dionaea „Bart Simpson“ - Dionaea „Blood Red Traps“ - Dionaea „Bear Trap“ - Dionaea „Big Traps“ - Dionaea „Burbanks Best“ - Dionaea „Chunky“ - Dionaea „Clam“ - Dionaea „Clamshell“ - Dionaea „Claytons Volcanic Red“ - Dionaea „Cotton Mouth“ - Dionaea „Crossed Teeth“ | - Dionaea „Cupped“ - Dionaea „Dingley Red Giant“ - Dionaea „Dutch“ - Dionaea „Fang“ - Dionaea „Fast“ - Dionaea „Filiformis“ - Dionaea „Fine Tooth' X 'Red“ - Dionaea „Fused Teeth“ - Dionaea „Gezackt“ - Dionaea „Giant“ - Dionaea „Low Giant“ - Dionaea „Low Round“ - Dionaea „Paradisia“ - Dionaea „Pompom“ - Dionaea „Prostrate“ | - Dionaea „Red Band And Teeth“ - Dionaea „Red Jaws“ - Dionaea „Red Lines“ - Dionaea „Red Piranha“ - Dionaea „Red-Purple“ - Dionaea „Red Sunset“ - Dionaea „Regal Red“ - Dionaea „Sharks Teeth“ - Dionaea „South West Giant“ - Dionaea „Triffid Traps“ - Dionaea „Typical“ - Dionaea „Variegated“ - Dionaea „Vigorous“ - Dionaea „White“ - Dionaea '„Yellow“ |